# Giro delle Fiandre 2008
Il Giro delle Fiandre 2008, novantaduesima edizione della corsa, si disputò il 6 aprile 2008 e venne vinto dal belga Stijn Devolder.
Questa edizione era valida come prova dell'UCI ProTour.

## Squadre partecipanti
| N.      | Cod. | Squadra            |
| ------- | ---- | ------------------ |
| 1-8     | LAM  | Lampre             |
| 11-18   | QST  | Quick Step         |
| 21-28   | SIL  | Silence-Lotto      |
| 31-38   | RAB  | Rabobank           |
| 41-48   | ALM  | AG2R La Mondiale   |
| 51-58   | BTL  | Bouygues Télécom   |
| 61-68   | COF  | Cofidis            |
| 71-78   | C.A  | Crédit Agricole    |
| 81-88   | FDJ  | Française des Jeux |
| 91-98   | AST  | Astana             |
| 101-108 | GCE  | Caisse d'Epargne   |
| 111-118 | EUS  | Euskaltel-Euskadi  |
| 121-128 | GST  | Team Gerolsteiner  |

| N.      | Cod. | Squadra             |
| ------- | ---- | ------------------- |
| 131-138 | LIQ  | Liquigas            |
| 141-148 | SDV  | Saunier Duval-Scott |
| 151-158 | CSC  | Team CSC-Saxo Bank  |
| 161-168 | THR  | Team High Road      |
| 171-178 | MRM  | Team Milram         |
| 181-188 | LAN  | Landbouwkrediet     |
| 191-198 | TSV  | Topsport Vlaanderen |
| 201-208 | MIT  | Mitsubishi-Jartazi  |
| 211-218 | BAR  | Barloworld          |
| 221-228 | COS  | Cycle Collstrop     |
| 231-238 | SKS  | Skil-Shimano        |
| 241-248 | TSL  | Slipstream Chipotle |

## Ordine d'arrivo (Top 10)
| Pos. | Corridore           | Squadra    | Tempo    |
| ---- | ------------------- | ---------- | -------- |
| 1    | Stijn Devolder      | Quick Step | 6h24'02" |
| 2    | Nick Nuyens         | Cofidis    | a 15"    |
| 3    | Juan Antonio Flecha | Rabobank   | s.t.     |
| 4    | Alessandro Ballan   | Lampre     | a 21"    |
| 5    | George Hincapie     | High Road  | s.t      |
| 6    | Filippo Pozzato     | Liquigas   | s.t.     |
| 7    | Kurt Asle Arvesen   | CSC        | s.t.     |
| 8    | Greg Van Avermaet   | Silence    | s.t.     |
| 9    | Simon Špilak        | Lampre     | s.t.     |
| 10   | Allan Johansen      | CSC        | s.t.     |